# Luxemburgischer Film
Die Luxemburgische Filmindustrie ist recht klein, was angesichts der Einwohnerzahl von Luxemburg (etwa 400.000 Einwohner) nicht überraschend ist. Allerdings verfügt das Land im Vergleich zu seiner Einwohnerzahl über einen beachtlichen Filmausstoß. Dies sind zumeist Koproduktionen mit ausländischen Filmproduktionsgesellschaften, die sich aufgrund der hohen luxemburgischen Filmförderungen zur Zusammenarbeit mit Luxemburger Unternehmen entschließen.
Zudem gibt es eine erstaunlich aktive Amateurfilmerszene, die aus budgetären Gründen teilweise Hand in Hand mit dem professionellen Bereich arbeitet und Filmstudenten eine Einstiegschance bietet. Produziert werden meistens Kurzfilme und Musikvideos. Zu erwähnen sind hier Filmreakter a.s.b.l., Pyramid Pictures und Feierblumm Productions a.s.b.l.
1993 gewannen Dammentour von Paul Scheuer (AFO-Productions) und Hochzäitsnuecht von Pol Cruchten Preise beim Max Ophüls Festival in Saarbrücken.

## Liste luxemburgischer Filme, die in Luxemburg produziert wurden
- 1970: L'amour, oui! mais… von Philippe Schneider
- 1981: Wat huet e gesot? von Paul Scheuer, Georges Fautsch und Maisy Hausemer
- 1981: When the Music's Over von Andy Bausch (8 mm)
- 1983: Die letzte Nacht[1] – Andy Bausch
- 1984: E Fall fir sech von Menn Bodson a Marc Olinger
- 1983: Congé fir e Mord von Paul Scheuer mit Josiane Peiffer und Paul Scheuer
- 1985: Déi zwéi vum Bierg von Menn Bodson, Gast Rollinger und Marc Olinger mit Fernand Fox
- 1986: Gwyncilla, Legend of Dark Ages von Andy Bausch mit Géraldine Karier und Thierry van Werveke
- 1986: Die Reise das Land von Paul Kieffer und Fränk Hoffmann
- 1988: Troublemaker von Andy Bausch mit Thierry van Werveke und Jochen Senf
- 1989: De falschen Hond von Menn Bodson, Gast Rollinger und Marc Olinger mit André Jung
- 1989: Mumm Sweet Mumm von Paul Scheuer, Georges Fautsch und Maisy Hausemer mit Josiane Peiffer
- 1989: A Wopbopaloobop A Lopbamboom von Andy Bausch mit Désirée Nosbusch und Thierry van Werveke
- 1990: Schacko Klak von Paul Kieffer und Fränk Hoffmann
- 1992: Hochzeitsnacht (Hochzäitsnuecht) von Pol Cruchten mit Myriam Muller und Thierry van Werveke
- 1992: Dammentour von Paul Scheuer, Georges Fautsch und Maisy Hausemer mit Josiane Peiffer und Germain Wagner
- 1993: Three Shake-a-leg-steps to Heaven von Andy Bausch mit Thierry van Werveke, Udo Kier, Eddie Constantine und Désirée Nosbusch
- 1997: Back in Trouble – Andy Bausch
- 1997: Die Schwächen der Frauen (Elles)
- 2003: Le Club des Chômeurs von Andy Bausch mit Thierry van Werveke, André Jung und Myriam Muller
- 2003: Rendolepsis von Marc Barnig
- 2004: La Revanche von Andy Bausch mit Thierry van Werveke, André Jung und Sascha Ley
- 2005: Zombie Film von Patrick Ernzer und Mike Tereba
- 2005: Something about Pizza von Olivier Koos
- 2005: Lost in Mankind von Adolf El-Assal
- 2006: Who's Quentin? von Sacha Bachim
- 2006: The Nebula Dawn von Yves Steichen
- 2006: Kleine Geheimnisse (Perl oder Pica)
- 2008: Kurze Nacht – Patrick Vedie
- 2010: Die Schatzritter und das Geheimnis von Melusina (D'Schatzritter an d'Geheimnis vum Melusina)
- 2010: Trouble No More – Andy Bausch
- 2013: Die Erfindung der Liebe
- 2014: Heemwéi – Sacha Bachim
- 2016: Ein Chanson für Dich (Souvenir)

## Liste luxemburgischer Dokumentarfilme, die in Luxemburg produziert wurden.
- 1981: 800 Joer Buurg Clierf von Marc Thoma
- 1986: KlibberKleeschenSchueberMaischenAllerHerrgottsNationalSprangKirmes von Paul Scheuer, Georges Fautsch und Maisy Hausemer
- 1998: Stol von Claude Lahr
- 2001: Histoire(s) de jeunesse(s) von Anne Schroeder
- 2002: Les Luxembourgeois dans le Tour de France von Paul Kieffer
- 2003: L'homme au cigare von Andy Bausch
- 2004: Heim ins Reich von Claude Lahr

## Liste ausländischer Filme, die in Luxemburg produziert wurden

### Kanada
- 2000: Falling Through – Colin Bucksey

### Frankreich
- 1999: Eine pornografische Beziehung (Une liaison pornographique)

### Vereinigtes Königreich
- 1999: 8 1/2 Frauen (8½ Women) – Regie Peter Greenaway, u. a. mit John Standing und Matthew Delamere
- 2002: Dog Soldiers – Regie Neil Marshall, u. a. mit Kevin McKidd und Sean Pertwee
- 2004: Der Kaufmann von Venedig u. a. mit Al Pacino und Jeremy Irons
- 2007: Flawless u. a. mit Michael Caine und Demi Moore

### USA
- 1993: Gier nach Vergeltung (A House in the Hills)
- 1997: American Werewolf in Paris – Regie Anthony Waller, u. a. mit Tom Everett Scott und Julie Delpy
- 1998: The First 9 1/2 Weeks – Regie Alex Wright, u. a. mit Paul Mercurio, Clara Bellar, und Malcolm McDowell
- 1999: Die neuen Abenteuer des Pinocchio (The New Adventures of Pinocchio)
- 1999: New World Disorder – Das Killerprogramm (New World Disorder) – Regie Richard Spence, u. a. mit Rutger Hauer, Andrew McCarthy, und Tara Fitzgerald
- 1999: Wing Commander – Regie Chris Roberts, u. a. mit Freddie Prinze junior, Saffron Burrows, und Matthew Lillard
- 2000: Die Festung II: Die Rückkehr (Fortress 2: Re-Entry)
- 2000: Shadow of the Vampire – Regie E. Elias Merhige, u. a. mit John Malkovich und Willem Dafoe
- 2001: CQ – Regie Roman Coppola, u. a. mit Jeremy Davies und Angela Lindvall

## Liste luxemburgischer Filme, die im Ausland produziert wurden
- 2002: Nha Fala – Meine Stimme (Nha Fala)
- 2003: Os Imortais
- 2003: Das Mädchen mit dem Perlenohrring (Girl with a Pearl Earring)